# Ken Carrington
Kenneth Roy Carrington (Whakatane, 3 settembre 1950) è un ex rugbista a 15 neozelandese attivo in carriera nel ruolo di tre quarti ala fu il primo All Blacks a giocare nel campionato italiano vestendo la maglia del Casale.

## Biografia
Nato nel Distretto di Whakatane, vicino Auckland dove giocò per Auckland. Grazie alle sue origini Maori, a soli 19 anni fu selezionato per rappresentare i Māori All Blacks e nel 1971 indossò la maglia All Blacks in occasione del Tour dei British Lions in tre occasioni. Fece parte del Tour interno del 1971.
Nel 1974, dopo 41 presenze con Auckland si trasferì in Italia al Casale divenendo il primo All Black a giocare nel campionato italiano. A Casale sul Sile fu determinante per la salvezza nella stagione dell'esordio in Serie A.
Tornò in patria per motivi familiari ma fece ritorno in Italia nel doppio ruolo di giocatore-allenatore dei biancorossi nella stagione 1977-78. Nel 1978 fu in Nuova Zelanda giocando brevemente per Bay of Plenty.